# 杜高智
杜高智（1929年11月20日—1971年2月23日），是一位越南共和國陸軍（南越陸軍）的四星上將（1971年2月23日追贈），素以軍事才能和突出的指揮風格著稱，先後服役於法國陸軍、越南國軍和越南共和國軍。在佛教徒危機期間擔任第1軍（第1軍區）司令官時，曾以強硬手段重挫了抗議總統吳廷琰獨裁統治的僧侶、民眾運動，但之後又參加了推翻琰政府的1963年南越政變，最後導致了吳家的文人專制政權倒台、吳氏也在政變中被軍人捕殺。
之後，杜高智被軍政府中的要員——南越空軍將領出身的總理阮高祺逐出，但當陸軍將領阮文紹掌權之後，又任用杜高智擔任第3軍司令官，在任內的1970年，領導該軍與美軍聯合攻入柬埔寨，直搗越共在該國境內的根據地「鸚鵡嘴」，而被美國人譽為「鸚鵡嘴的巴頓」（Patton of the Parrot's Beak）。1971年，奉命到第1軍區去接替黃春覽將軍的第1軍司令職位時，卻因為搭乘的直升機墜落而身亡，在死後1971年2月23日追贈四星上將。

## 生涯

### 早年
杜高智出生於法屬印度支那時期的同奈省邊和市，位於西貢的東北方。父親是富有的地主，祖父則是任職於阮朝的官僚。
杜高智畢業於西貢市內的老牌私立學校「張永記中學」（今黎鴻峰中學）。1947年加入法國駐殖民地陸軍後，從杜有謂（Đỗ Hữu Vị）軍官訓練班結訓，下一年前往法國加入步兵學校。1953年，身為越南國軍軍官的杜高智，又到河內去接受指揮與參謀課程，第一次帶部隊則是在空降旅內擔任的隊長職務。在杜高智的軍事生涯中，三度從針對自己的奪命事件中脫身，而使他自認為具有「對戰死的免役力」。
1954年，杜高智以一名年輕中校之姿當上了陸軍空降旅的旅長，駐屯在首都。1955年5月西貢戰役後期，時任越南國首相的吳廷琰，擊敗了私人武裝集團平川派而奪得越南國政權，當上第一任共和國總統。與此同時，擁戴吳家掌政的人士們與一群被控忠誠度不足的將軍發生對立。之後，杜高智聽聞阮文偉少將在內的三名將領被挺琰派人士拘留在宮裡，而打電話威脅他們，若是不在半小時內釋放這三位將軍，就帶隊衝入宮內搗爛一切。
1958年，杜高智到美國堪薩斯州萊文沃思堡的美國陸軍指揮參謀學院受訓。同年亦從華盛頓州基斯勒堡陸空聯合作戰學校（Air-Ground Operations School, Fort Kisler）結業。

### 鎮壓佛教徒運動
杜高智在1963年佛教徒危機期間一件惡名昭彰的事跡，就是於指揮南越北部的第1軍時，下令軍區內所屬的部隊以暴力鎮壓當地反抗琰政府的示威遊行。當時位於第1軍區東南部的大城和王朝舊都順化，興起了佛教團體的示威活動，因此下達集會遊行禁令，而身為軍區司令的杜高智也調兵遣將，在市內四處逮捕不合作運動中的參與者。6月3日下午13時，一群試圖沿街遊行前往慈曇寺、為數1,500人的抗議隊伍在橫越香江的御津橋（Chợ Bến Ngự）旁集結。正當他們準備出發過橋時，橋邊的南越陸軍發動六次催淚瓦斯和軍犬攻擊，但都無法成功令人群解散。18時30分時，陸軍對抗議人潮灑下了紅褐色的液態化學藥劑，造成現場67名僧侶因為受傷而緊急送醫，而且全部都有皮膚嚴重起水泡、呼吸道疼痛的症狀，是為「順化化學攻擊」事件。到了午夜，由於宵禁令和戒嚴的實施，使得順化市的情勢變得更加緊張，甚至有謠傳指出3人在衝突中遇害身亡，美國紐約的《新聞週刊》報導則稱順化警方在當天向市民投擲糜爛性毒劑。此類事態一度使美國人關注事件中是否已經採用了毒氣攻擊對付平民，而華府也因此威脅要譴責西貢當局、並與其疏遠，但之後的一份調查報告裡，排除了南越政府軍動用毒氣和芥子毒氣等毒性化武的嫌疑。
儘管南方的西貢地區也因為全國各地的反政府運動而發生動亂，但在杜高智之下的順化，暴力衝突甚至比首都圈更加嚴重。當時僧侶們敲響鑼鼓和鐃鈸向市民警示，而群眾們也在午夜時分響應，從家裡上街、準備去保護佛寺。在佛教運動領袖釋智光法師所駐的慈曇寺，僧侶們準備按慣例，將已經犧牲的教徒裝在棺內，接著進行焚燒。此時配備M1加蘭德步槍的南越陸軍部隊闖入佛寺開火、扣押了所有的棺材、毀掉一尊釋迦牟尼像、之後還洗劫了該寺。在士兵們引爆炸藥，夷平佛寺之前，已有許多教徒被子彈或棍棒打死。
在杜高智指揮的順化鎮壓行動中，最關鍵的一起抵抗發生在舊順化京城附近的妙諦寺外。當部隊開始在通往該寺的橋上架起路障時，市民以石塊、木棍和拳頭襲擊全副武裝的軍人，並撿起朝著人群中發射的催淚彈，再丟向追捕他們的軍人。經過五個小時的混戰後，軍方出動裝甲車向人群發動攻堅，才於黎明拿下該橋。在妙諦寺與橋上的衝突中，共計30人死亡、200人輕重傷。事件平息後，共動用了10輛卡車把守橋群眾送去監獄，整個順化市共有500人被捕。順化大學的47名教授內，有7人在該週稍早前，即因軍警向校長開槍，而以請辭表示不滿。一名神父高文倫（Cao Văn Luân）則由於反對總統吳廷琰的二哥——即當時擔任天主教順化總教區總主教的吳廷俶，而一起被捕。
杜高智在南越中部以鐵腕手段配合了琰政府的反佛政策，但實際上他早在佛寺襲擊事件發生之前，就開始參與顛覆吳廷琰政權的密謀了。

### 參與倒琰政變
當杜高智知道軍方即將發起政變推翻吳廷琰後，就於1963年10月29日從順化動身前往峴港，離開由吳廷琰的弟弟——吳廷瑾所控制的中部地區。11月1日政變當日，杜高智安排了省長與親琰官員的會面，接著在兵變爆發後將所有人鎖在會議室中，使他們無法向忠於吳家的軍警部隊或私人武裝團體聯繫。政變成功後，順化市民憤怒地包圍了吳廷瑾和其年邁母親的住宅，掌控大權的軍事革命政府才同意吳家人可以利用安全管道出國，而杜高智也告訴想取得日本外交庇護權的吳廷瑾，說可以護送他去比較安全的西貢，但只能搭美國飛機，再由美國駐南越大使館的人員與他見面。不過，美國人不久後就將吳廷瑾交由軍政府處置，而他在1964年被槍決。
由於吳廷琰和吳廷瑈兄弟已在政變中遭到殺害，軍事革命政府在上台後就面臨了輿論施壓，要求根除行政體系中的親琰勢力。但總理阮玉書將挺琰官員從要職上撤下的措施，卻同時遭到兩方撻伐。反琰派批評汰換過程不夠有力，部分挺琰派人士則聲稱這次人事異動是變相復仇。而在該場風波中，杜高智的留任成為另外一項巨大爭議，因為他的部隊在順化處理反琰示威的手段過於殘忍，已經鬧得很大。但杜高智之後還是被調去中央高地當第2軍的軍區司令官。

### 與阮高祺的不和
杜高智優渥而奢華的生活使他被外界懷疑從事貪汙，1965年時公家機關也對此展開調查，對杜高智構成壓力。而調查背後的主控者之一，便是當時兼任總理的空軍少將阮高祺。之後與杜高智成為死敵的阮高祺，將杜高智逐出軍事政權之外。1967年陸軍中將阮文紹當上總統後，阮高祺擔任他的副手，而杜高智被阮文紹派去漢城擔任南越駐韓大使。
然而，隨著阮文紹與阮高祺間的嫌隙擴大，使杜高智有了重新得勢的契機。1968年北越發動新春攻勢時，阮文紹正好離開西貢，到湄公河三角洲過農曆新年。留在首都的阮高祺便抓住機會，領導南越政府軍打擊越共、逼之撤退，也趁勢吸引了傳媒的目光。此事和兩阮之間的政爭使得美國對阮文紹施壓，要求他給阮高祺更大的職權，但阮文紹政府斷然拒絕，並開始積極擴張公權力，頒布戒嚴令、擴大徵兵，還發起僅限於門面性質的虛假反貪措施。以越共的威脅為由來鞏固權勢的阮文紹，正在大動作地逮捕、驅逐或撤換親祺派的軍政界人士，這無意中間接減弱了杜高智回國時的阻力。

### 末期生涯
阮文紹將杜高智從韓國召回越南，擔任首都圈西貢所在的第3軍區司令官，進而反制任何可能發生的政變。至於原本的司令——親阮高祺的中將黎元康，則在杜高智接任前就遭到撤換。此時的阮文紹，直接從總統大位上下達指令給他在軍中的數位支持者，甚至繞過三軍參謀總長高文園上將。根據時任駐越美軍司令上將的說法，杜高智「每週都與總統有一到兩次飯局，並且就在用餐時取得作戰許可之類的權力，而高文園將軍都被排在此外」。同時，杜高智和阮高祺的之間的不和與僵局依然持續下去，雖然兩人時常在官廳內的通道上相遇，但都沒握過一次手。
當1970年，杜高智在柬埔寨指揮的作戰取得成功時，又被控涉入假鈔走私案。那時杜高智的住所是在家鄉邊和市的一棟大型別墅，院裡還附有游泳池。除了揮霍的生活外，他的招牌形象便是穿著叢林迷彩服，配戴繡有三顆黑星、顯示中將軍銜的軍便帽，還有一把隨身攜帶的點三八左輪及一支手杖（他語帶諷刺地說自己「用這手杖來抽打越共的屁股」）。在第3軍司令官的任內，杜中將指揮了南越陸軍對柬埔寨的侵入作戰，並在其境内發動攻打「越南勞動黨南方局」的「全勝1.71」（Toàn Thắng 1.71）戰役。美國新聞媒體給他起的綽號「鸚鵡嘴巴頓」便是由杜高智在柬埔寨的戰績而來。
1971年時，杜高智奉命去南越北方擔任第1軍司令官職務。當時該軍區在藍山719行動中派去入侵寮國的部隊，因為司令黃春覽中將的不當指揮而陷於劣勢，於是將杜高智調去那裡接手。但在出發後，搭乘的直升機就在柬埔寨境內墜落，機毀人亡，享年41歲。美國《時代雜誌》以「戰將之死」（The Death of a Fighting General）為標題發表了他的死訊，遺體則下葬於邊和軍隊義莊。
杜高智將軍殉職後，入侵柬埔寨的南越政府軍面臨共軍的全面反擊，被迫撤回，許多殿後的護衛部隊遭到圍殲。
1983年，邊和軍隊義莊被越南当局捣毁，杜高智遗体被亲属火化，并将骨灰安置在家乡边和的一座宝塔内。

## 榮譽
- 越南共和國
  - 一等保國勳章
  - 一等軍種佩星（英语：Vietnam Army Distinguished Service Order）
  - 英勇佩星（英语：Vietnam Gallantry Cross）（附金星，17次）
  - 一等訓務佩星（英语：Training Service Medal）
  - 一等民務佩星（英语：Republic of Vietnam Civil Action Honor Medal）
  - 心理戰佩星（Bội Tinh Tâm Lý Chiến）
  - 警察戰功佩星（Cảnh Sát Chiến Công Bội Tinh）
  - 一等行政佩星（Hành Chánh Bội Tinh）
- 法國
  - 榮譽軍團勳章
  - 英勇十字勳章（鍍銀星）
- 大韓民國：乙支武功勳章
- 泰國：二等白象勳章
- 中華民國：一等卿雲勳章

## 外部連結
- "The Death of a Fighting General" （页面存档备份，存于）, Time Magazine
- "Two Fighting Generals Generals Đỗ Cao Trí and Nguyễn Việt Thành" （页面存档备份，存于）
- Đỗ Cao Trí/Nguyễn Việt Thành （页面存档备份，存于）
- "The Patton of the Parrot's Beak" （页面存档备份，存于）, Time Magazine
- YouTube presentation about Lieutenant General Đỗ Cao Trí （页面存档备份，存于）
- Declassified CIA Documents on Vietnam War （页面存档备份，存于）
- CAMBODIA, The New York Review of Books （页面存档备份，存于）